# 金凹牙豆娘魚
金凹牙豆娘魚，又稱黃背寬刻齒雀鯛、黑吻雀鯛，俗名為厚殼仔，為輻鰭魚綱鱸形目隆頭魚亞目雀鯛科的其中一種。

## 分布
本於分佈於印度西太平洋區，包括安達曼海、日本南部、中國沿海、台灣、越南、泰國、菲律賓、聖誕島、印尼、馬來西亞、澳洲北部等海域。

## 深度
水深12至35公尺。

## 特徵
本魚體色為金黃色，幼魚體色較淡。各鰭的顏色亦為黃色。在頰部有一些小藍斑散布，背鰭、臀鰭的軟條部及尾鰭上亦略帶藍紋。體呈圓形而側扁。吻短而略尖。眼中大，上側位。口小，上頜骨末端不及眼前緣；齒單列，齒端扁平而具缺刻。背鰭和臀鰭的軟條部中央鰭條較長，使其看起來有如矢狀。尾鰭叉形。眶下骨裸出，後緣則平滑；前鰓蓋骨後緣亦平滑。體被大櫛鱗；側線之有孔鱗片15至17枚。背鰭硬棘13枚；軟條12至16枚；臀鰭硬棘2枚；軟條14至15枚。體長可達12公分。

## 生態
本魚多只出現在陡峭的礁壁上，尤其是海流強勁，長有海扇或海樹類的區域。在水層中以浮游生物為食，多半單獨棲息活動，活動範圍廣，入夜則在礁壁內休息。

## 經濟利用
為美麗的觀賞魚類，很少食用。